# Floyon
Floyon ist eine französische Gemeinde mit 508 Einwohnern (1. Januar 2022) im Département Nord in der Region Hauts-de-France. Sie gehört zum  Arrondissement Avesnes-sur-Helpe und zum Gemeindeverband Cœur de l’Avesnois.

## Geografie
Die Gemeinde Floyon liegt in der Thiérache, einer Landschaft in den westlichen Ausläufern der Ardennen, etwa 50 Kilometer nordöstlich von Saint-Quentin und etwa 20 Kilometer westlich der Grenze zu Belgien. Im Süden grenzt die Gemeinde an das Département Aisne. Das 17,3 km² umfassende Gemeindeareal besteht in weiten Teilen aus Acker- und Weideland. Nur im Südosten erstreckt sich ein etwa 100 ha großes Waldgebiet (Bois de la Houssoye).
Zu Floyon gehören die Ortsteile Les Réteaux, Plouy und Chevireuil sowie kleinere Weiler und Einzelhöfe.
Nachbargemeinden von Floyon sind Étrœungt im Nordosten, Larouillies im Osten, La Flamengrie und Papleux im Süden, Fontenelle im Südwesten sowie Cartignies im Nordwesten.

## Geschichte
1131 taucht der Ort erstmals als Flon in einer Urkunde auf. Die Besiedlung reicht aber viel weiter zurück. Im heutigen Fontenelle, damals mit Floyon verbunden, wurde am 27. Juli 644 Ursmar von Lobbes geboren. Er war Benediktiner, Abt, Chorbischof und Missionar. In der Römisch-katholischen Kirche wird er als Heiliger verehrt.
Wie viele andere Dörfer in der Grenzregion Thiérache war auch Floyon besonders im 16. und 17. Jahrhundert immer wieder dem Einfall marodierender Söldnertruppen ausgesetzt. Aus dieser Zeit stammen zahlreiche Befestigungen, so eine Burganlage (während der Französischen Revolution zerstört) und die Wehrkirche im Ort.
Am 16. August 1789 konstituierte sich die Gemeinde Floyon und war damit die erste in der Region.

### Bevölkerungsentwicklung
| Jahr                       | 1962 | 1968 | 1975 | 1982 | 1990 | 1999 | 2010 | 2021 |
| Einwohner                  | 682  | 742  | 618  | 554  | 513  | 515  | 513  | 512  |
| Quellen: Cassini und INSEE |      |      |      |      |      |      |      |      |

Im Jahr 1800 wurde mit 1490 Bewohnern die bisher höchste Einwohnerzahl ermittelt. Die Zahlen basieren auf den Daten von cassini.ehess und INSEE.

## Sehenswürdigkeiten
Teile des Glockenturmes der Wehrkirche St. Martin stammen aus dem Jahr 1573. Nach Zerstörungen und starken Beschädigungen im 15., im späten 16. sowie im 17. Jahrhundert wurde die Kirche immer wieder aufgebaut.

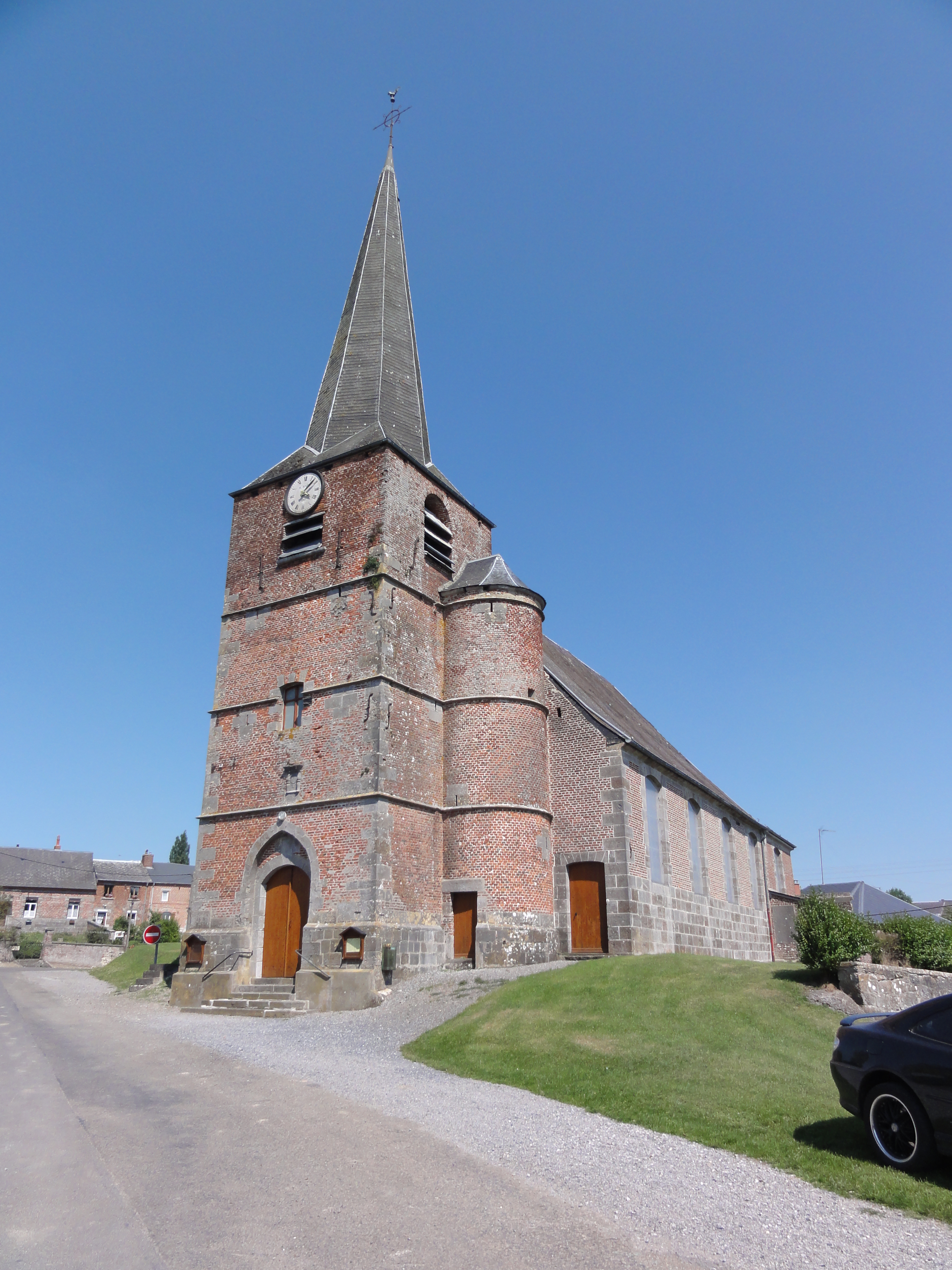
Wehrkirche St. Martin
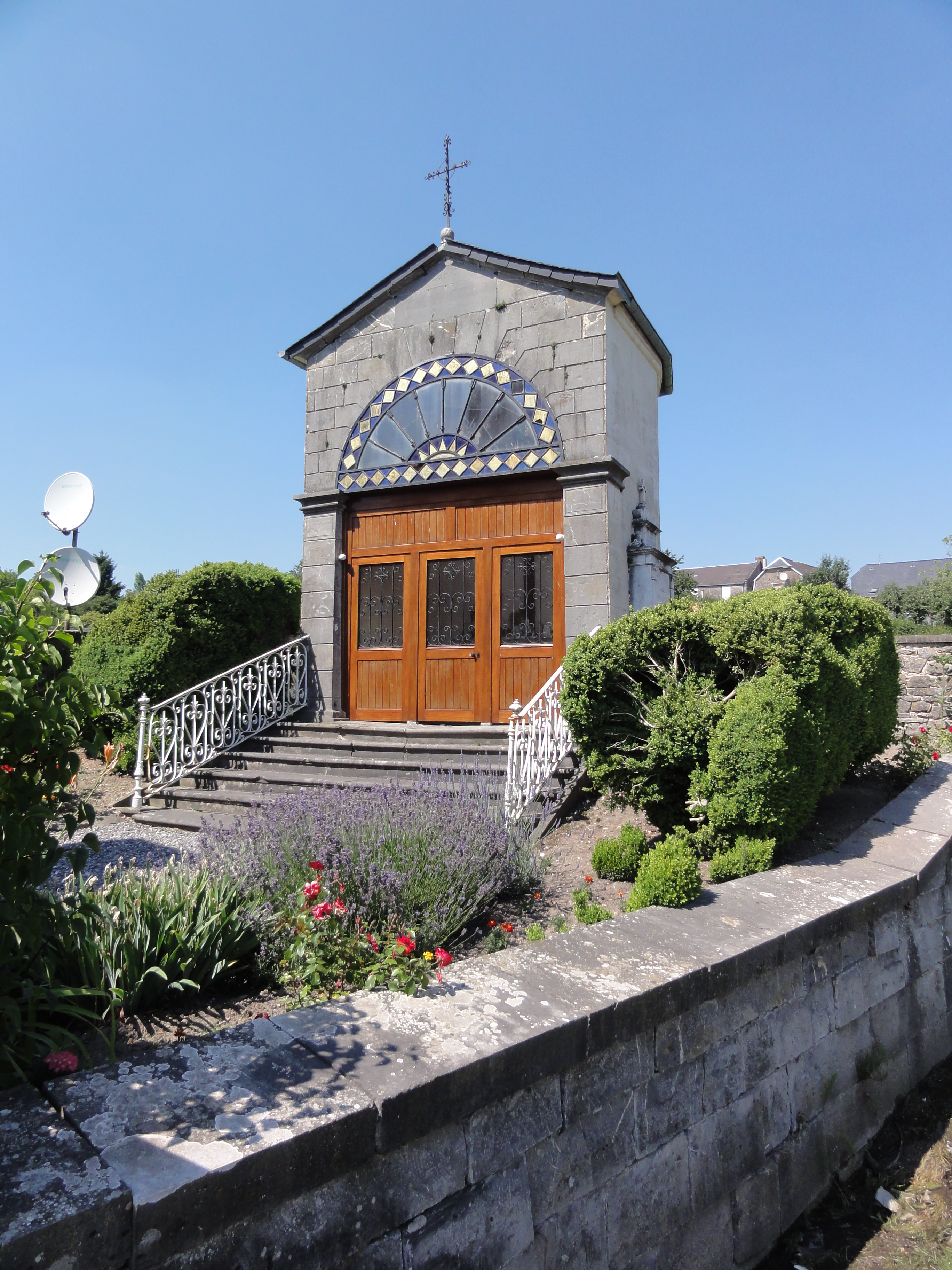
Kapelle der Wohltäterin der Armen
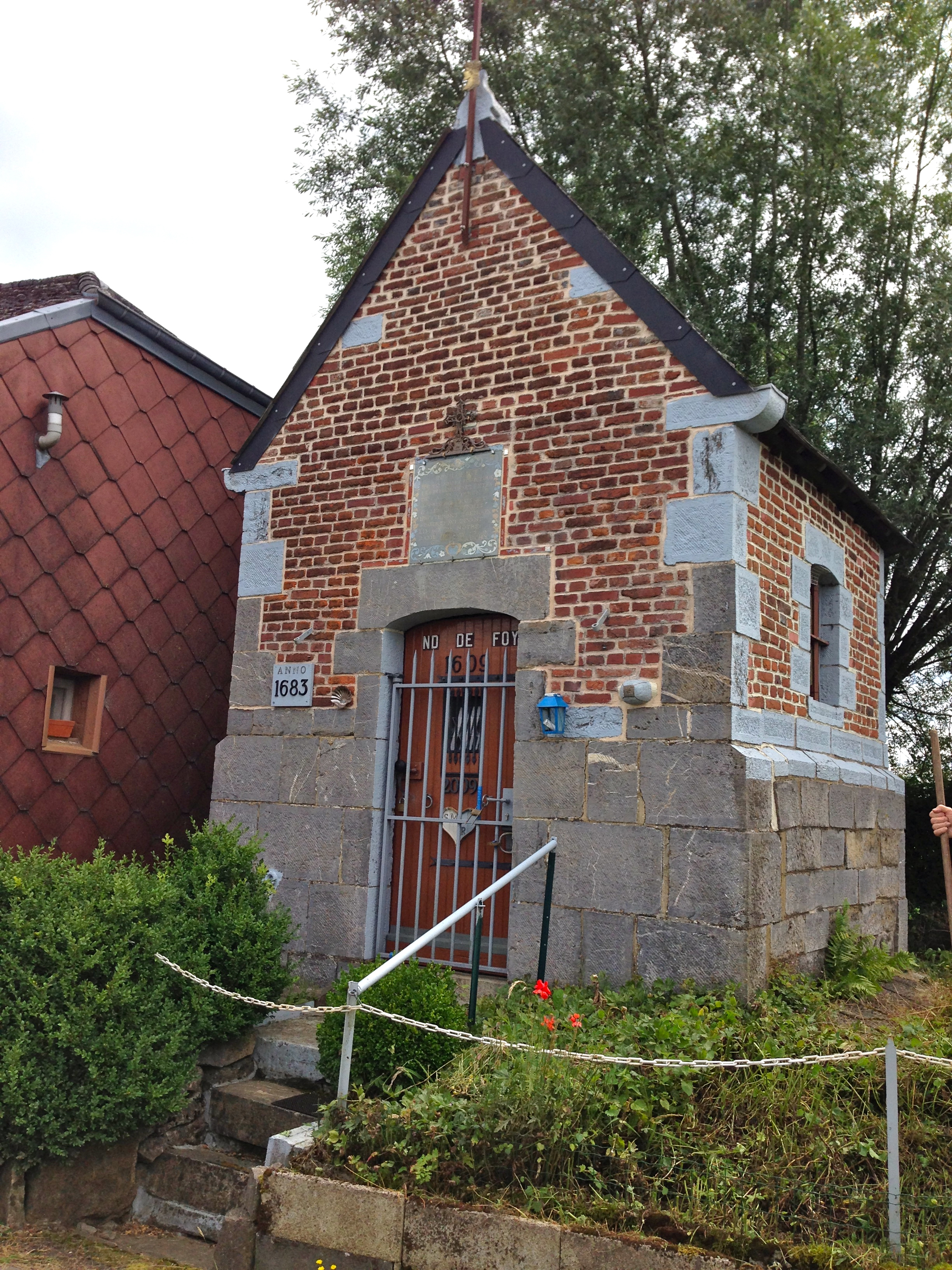
Kapelle Notre-Dame-de-Foy
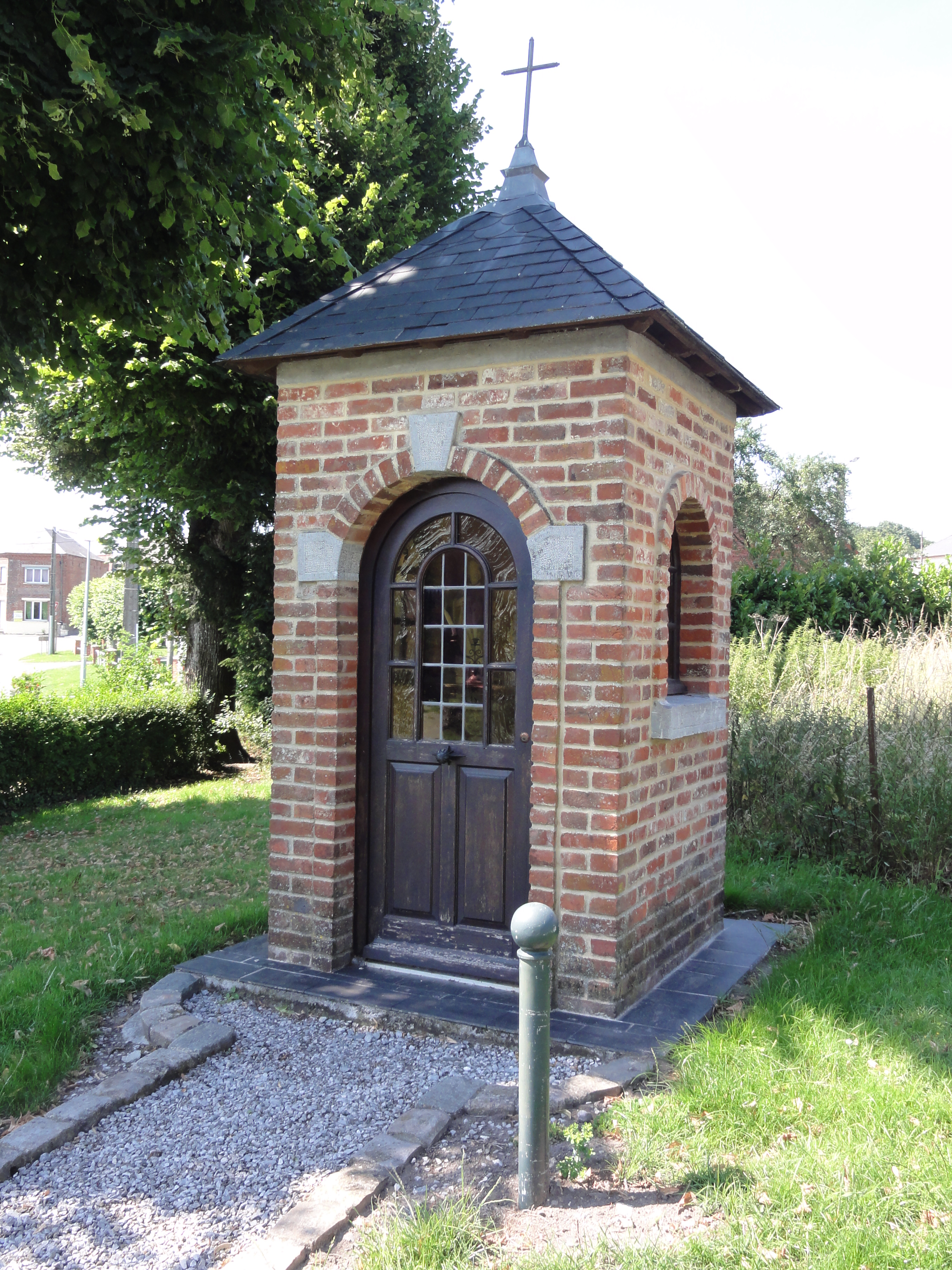
Oratorium an der Place de la mairie
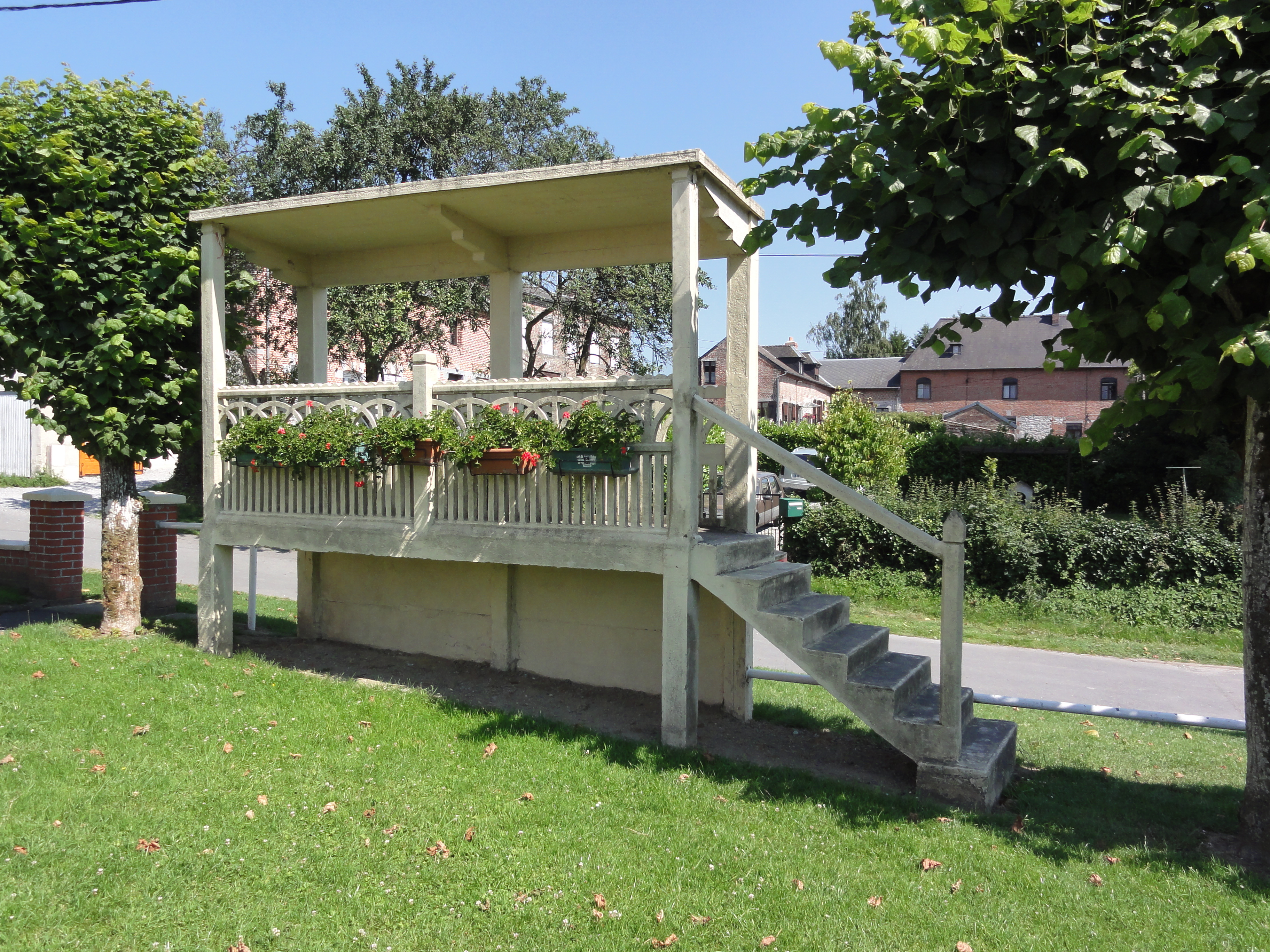
Musikpavillon
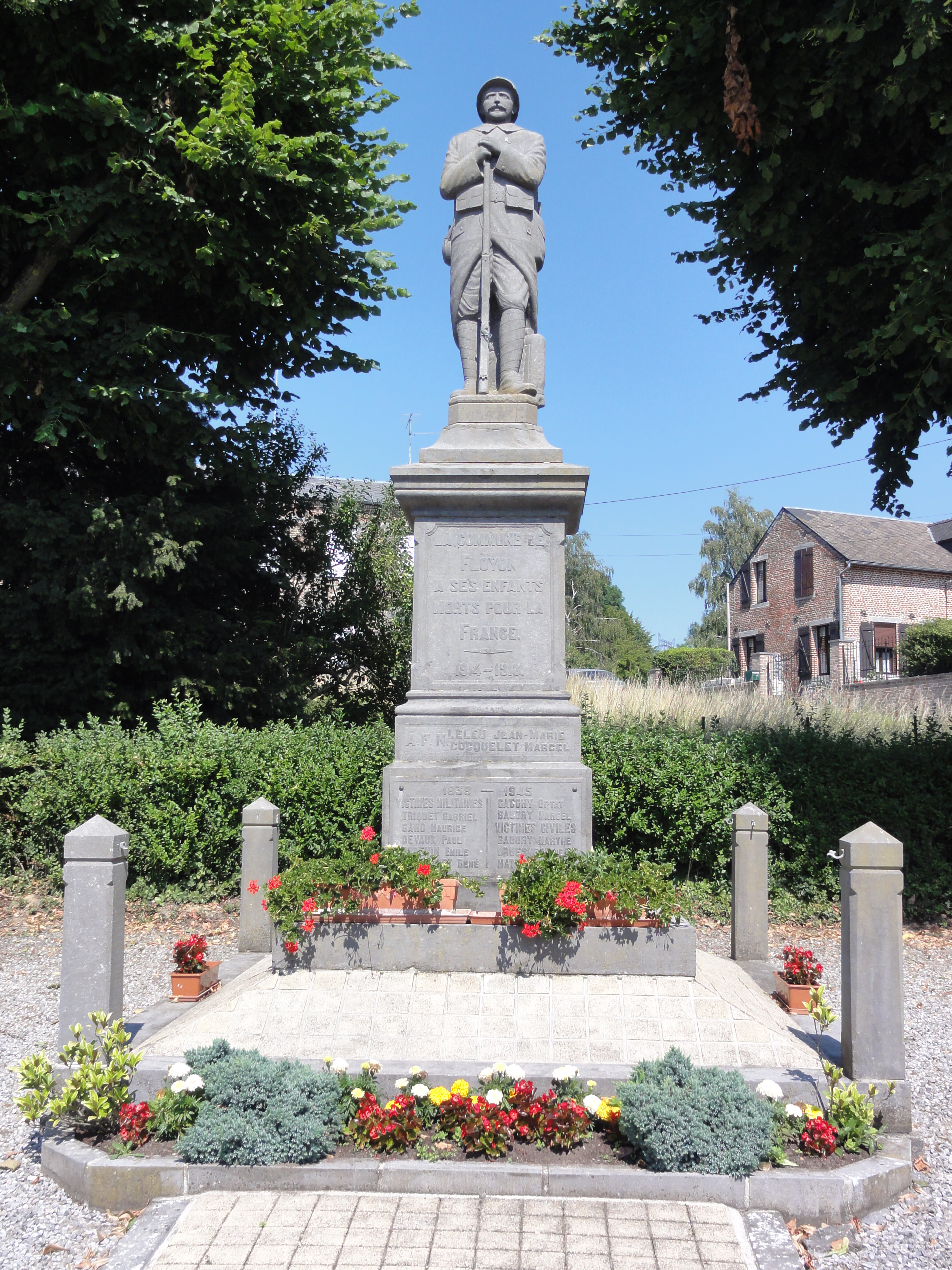
Gefallenendenkmal

## Wirtschaft und Infrastruktur
In der Gemeinde sind 28 Landwirtschaftsbetriebe ansässig (Getreideanbau, Milchwirtschaft, Zucht von Rindern, Schafen, Ziegen und Geflügel).
Durch die Gemeinde Floyon führt die Fernstraße D 965 von Le Nouvion-en-Thiérache nach Étrœungt. Zwei Kilometer östlich von Floyon verläuft die Nationalstraße 2 von Maubeuge nach Paris. Der zwölf Kilometer entfernte Bahnhof on Avesnes-sur-Helpe liegt an der Bahnstrecke Lille–Hirson.

## Belege
1. ↑  [cassini.ehess.fr/fr/html/fiche.php?select_resultat=14085 Floyon auf cassini.ehess]
2. ↑  Floyon auf insee.fr
3. ↑  Landwirtschaftsbetriebe auf annuaire-mairie.fr (französisch)